# 韋夫林斯維爾

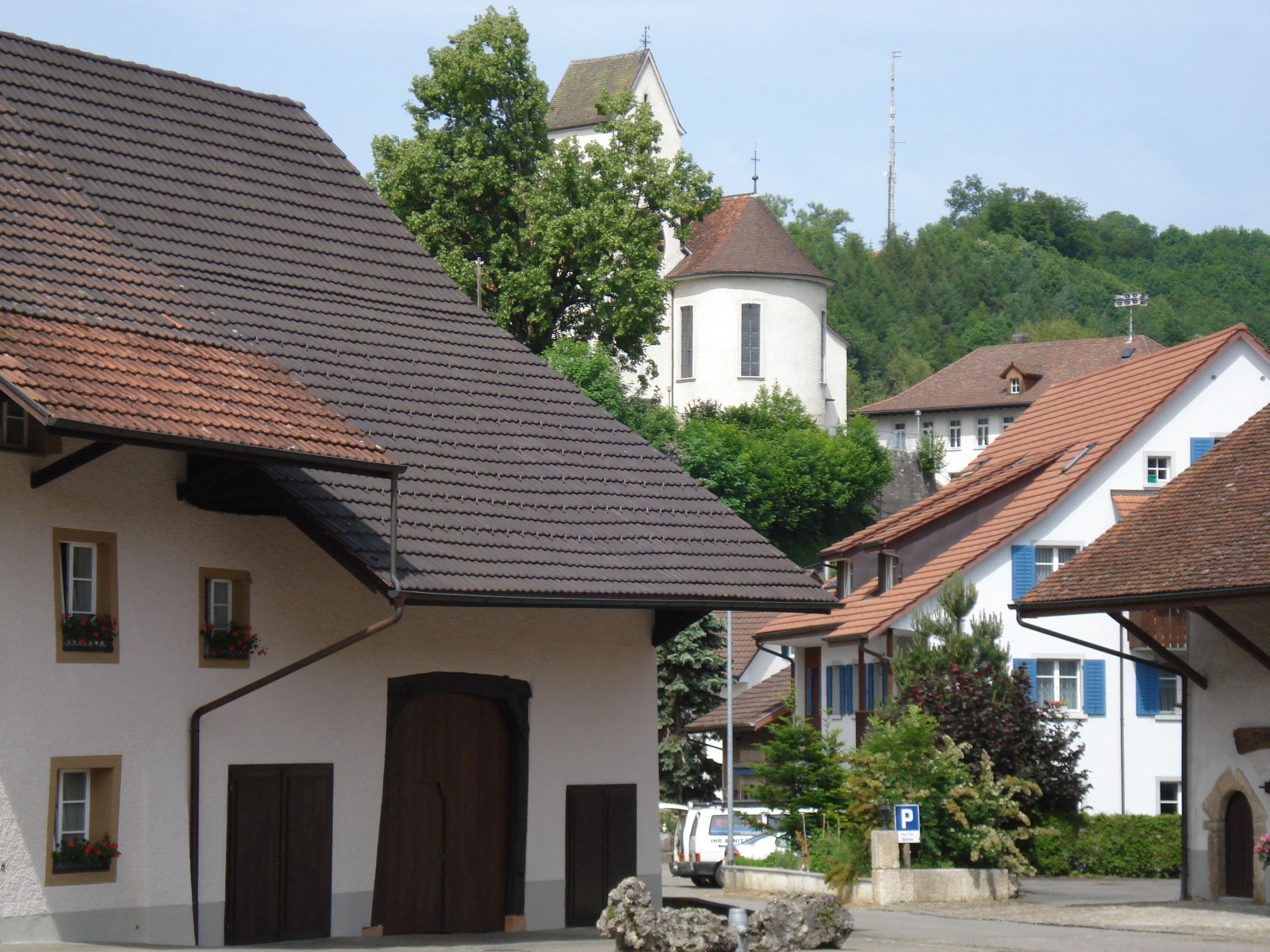

韋夫林斯維爾是瑞士的城鎮，位於該國北部，由阿爾高州負責管轄，面積9.51平方公里，海拔高度437米，2012年人口982，七成人口信奉羅馬天主教，人口密度每平方公里103人。